# Lord of the Isles (Schiff)
Die Lord of the Isles ist eine Ro-Pax-Fähre der Reederei CalMac Ferries. Das Schiff gehört Caledonian Maritime Assets in Port Glasgow, die es auch bereedern. Eingesetzt wird das Schiff von CalMac Ferries im Liniendienst zwischen Oban und Arinagour auf der Insel Coll und Scarinish auf der Insel Tiree, zwischen Oban und Castlebay auf der Insel Barra bzw. Lochboisdale auf der Insel South Uist sowie zwischen Oban und Scalasaig auf der Insel Colonsay.

## Geschichte
Das Schiff wurde unter der Baunummer 573 auf der Werft Appledore Ferguson Shipbuilders in Port Glasgow gebaut. Die Kiellegung erfolgte am 10. März 1988, der Stapellauf am 7. März 1989. Das Schiff wurde am 22. Mai 1989 in Dienst gestellt. Es ersetzte die Columba zwischen Oban, Arinagour und Scarinish und die Claymore zwischen Oban, Castlebay und Lochboisdale.
Im Juli 1998 wurde die Lord of the Isles durch die Clansman ersetzt. Sie wurde nun auf der Strecke zwischen Mallaig und Armadale auf der Insel Skye eingesetzt, wo sie die Pioneer ersetzte. Seit dem Jahr 2003 ist das Schiff wieder von Oban aus im Einsatz.
Benannt ist das Schiff nach den schottischen Inselfürsten.

## Technische Daten und Ausstattung
Das Schiff wird von zwei Viertakt-Achtzylinder-Dieselmotoren des Herstellers Mirrlees Blackstone (Typ: 8MB275) mit 4260 kW Leistung angetrieben. Die Motoren wirken über Untersetzungsgetriebe auf zwei Verstellpropeller. Das Schiff erreicht eine Geschwindigkeit von rund 16 kn. Es ist mit zwei elektrisch angetriebenen Bugstrahlrudern ausgestattet. Für die Stromerzeugung an Bord stehen vier von Viertakt-Sechszylinder-Dieselmotoren des Herstellers Volvo Penta angetriebene Generatoren sowie ein von einem Viertakt-Sechszylinder-Dieselmotor des Herstellers Cummins angetriebener Notgenerator zur Verfügung.
Das Schiff verfügt über ein durchgehendes Fahrzeugdeck mit 135 Spurmetern. Es kann 54 Pkw befördern. Das Fahrzeugdeck ist über eine Bug- und eine Heckrampe zugänglich. Zusätzlich verfügt es über Seitenrampen, um auch auf Strecken eingesetzt werden zu können, die noch nicht mit Ro-Ro-Anlagen ausgestattet waren. Vor der Bugrampe befindet sich ein Bugvisier, das nach oben geöffnet werden kann. Das Fahrzeugdeck ist zu etwa zwei Drittel der Schiffslänge mit den Decksaufbauten überbaut. Der hintere Teil ist nach oben offen. Direkt hinter den Decksaufbauten befinden sich an beiden Seiten die Seitenrampen. Außerdem ist hier ein Lastenaufzug installiert, mit dem Fahrzeuge vom Fahrzeugdeck nach oben befördert werden können, um das Schiff unabhängig vom Wasserstand im Hafen be- und entladen zu können. Der Lastenaufzug ist mit Drehtellern versehen, mit deren Hilfe Fahrzeuge quer zur Längsachse des Schiffes gedreht werden können.
Oberhalb des Fahrzeugdecks befinden sich drei Decks mit Einrichtungen und Räumen für die Passagiere, darunter ein Selbstbedienungsrestaurant, eine Bar, Lounges und ein Bereich mit Ruhesesseln. Ursprünglich war die Fähre auch mit Kabinen für Passagiere ausgerüstet, die jedoch nur selten genutzt und später entfernt wurden. Auf Deck 4 und 5 befinden sich offene Deckbereiche mit Sitzgelegenheiten. Bereiche für die Schiffsbesatzung sind auf Deck 5 und 6 untergebracht. Auf Deck 6 befindet sich auch die über die gesamte Breite geschlossene Brücke sowie ein Sonnendeck. Ein Teil der Kabinen für die Besatzung sind außerdem auf Deck 3 im oberen Bereich der Garage angeordnet.
Die Passagierkapazität des Schiffes beträgt 506 Personen. An Bord ist Platz für 28 Besatzungsmitglieder.
Zur Verringerung der Rollbewegungen ist das Schiff mit Flossenstabilisatoren ausgerüstet.